# Will Brierly
Will Brierly (né le 30 octobre 1980) est un chanteur-compositeur indépendant, leader du groupe  Will Brierly and the Roller Holsters. 
Brierly a tourné principalement aux États-Unis dans des lieux alternatifs et des salles plus traditionnelles. Il est influencé par des artistes tels que Mike Patton, Peter, Paul and Mary, Jay-Z, Björk et David Bowie. Ses concerts sont un mélange entre groupe de 7 et spectacle solo. Will Brierly qui joue de la guitare, écrit et compose  toutes ses chansons. Il vit actuellement à Rehoboth, Massachusetts, où il enregistre son prochain album.  

## Discographie
- Sounds From the Shack Live (split entre Ben Ledwell, Will Brierly, et the Acoustic Dee Jay)
- Side of the Road Snowrunner Presents Vol I (Snowrunner Records Compilation)
- Fishhooks Hung From Trees (Son premier album avec son groupe)
- Side of the Road Snowrunner Presents Vol II (Snowrunner Records Compilation)
- Fly Kites in the Dark (Son second album avec son groupe)
- Transducers